# Enrique Lynch Arribálzaga
Enrique Lynch Arribálzaga est un ornithologue argentin, né en 1856 et mort le 28 juin 1935.
Il fonde avec Eduardo Ladislao Holmberg (1852-1937), El naturalista argentino, première revue d’histoire naturelle d’Argentine.